# Dubai Tennis Championships 2002
Il Dubai Tennis Championships 2002 è stato un torneo di tennis giocato sulla cemento. 
È stata la 10ª edizione del Dubai Tennis Championships, 
che fa parte della categoria International Series Gold nell'ambito dell'ATP Tour 2002, 
e della Tier II nell'ambito del WTA Tour 2002.
Sia il torneo maschile che quello femminile si sono giocati al Dubai Tennis Stadium di Dubai negli Emirati Arabi Uniti,
dal 25 febbraio al 3 marzo.

## Campioni

### Singolare maschile
Fabrice Santoro  ha battuto in finale  Younes El Aynaoui con il punteggio di 6–4, 3–6, 6–3

### Singolare femminile
Amélie Mauresmo ha battuto in finale  Sandrine Testud con il punteggio di 6–4, 7–6(3)

### Doppio maschile
Mark Knowles /  Daniel Nestor hanno battuto in finale  Joshua Eagle /  Sandon Stolle con il punteggio di 3–6, 6–3, [13–11]

### Doppio femminile
Barbara Rittner /  María Vento-Kabchi hanno battuto in finale  Sandrine Testud /  Roberta Vinci con il punteggio di 6–3, 6–2